# Advanced Micro Devices
Advanced Micro Devices (AMD) é uma empresa multinacional americana e empresa de tecnologia sediada em Santa Clara, Califórnia, e mantém operações significativas em Austin, Texas. A AMD é uma empresa de hardware e fabless que projeta e desenvolve unidades de processamento central (CPUs), unidades de processamento gráfico (GPUs), field-programmable gate arrays (FPGAs), system-on-chip (SoC) e soluções de computador de alto desempenho. A AMD atende a uma ampla gama de mercados empresariais e de consumo, incluindo jogos, data centers, inteligência artificial (IA) e sistemas embarcados.
Os principais produtos da AMD incluem microprocessadores, chipsets de placa-mãe, processadores embarcados e processadores gráficos para servidores, estações de trabalho, computadores pessoais e aplicativos de sistemas embarcados. A empresa também se expandiu para novos mercados, como data center, jogos e computação de alto desempenho. Os processadores da AMD são usados em uma ampla gama de dispositivos de computação, incluindo computadores pessoais, servidores, laptops e consoles de jogos. Embora inicialmente fabricasse seus próprios processadores, a empresa posteriormente terceirizou sua fabricação, após a GlobalFoundries ser desmembrada em 2009. Por meio de sua aquisição da Xilinx em 2022, a AMD oferece produtos de matriz de portas programáveis em campo (FPGA).
A AMD foi fundada em 1969 por Jerry Sanders e um grupo de outros profissionais de tecnologia. Os primeiros produtos da empresa eram principalmente chips de memória e outros componentes para computadores. Em 1975, a AMD entrou no mercado de microprocessadores, competindo com a Intel, sua principal rival na indústria. No início dos anos 2000, ela experimentou um crescimento e sucesso significativos, graças em parte à sua forte posição no mercado de PCs e ao sucesso de seus processadores Athlon e Opteron. No entanto, a empresa enfrentou desafios no final dos anos 2000 e no início dos anos 2010, enquanto lutava para acompanhar a Intel na corrida para produzir processadores mais rápidos e poderosos.
No final da década de 2010, a AMD recuperou a quota de mercado ao prosseguir uma estratégia de preços de penetração e ao aproveitar o sucesso dos seus processadores Ryzen, que eram consideravelmente mais competitivos com os microprocessadores Intel em termos de desempenho, ao mesmo tempo que ofereciam preços atrativos. Em 2022, a AMD ultrapassou a Intel em capitalização de mercado pela primeira vez.

## História

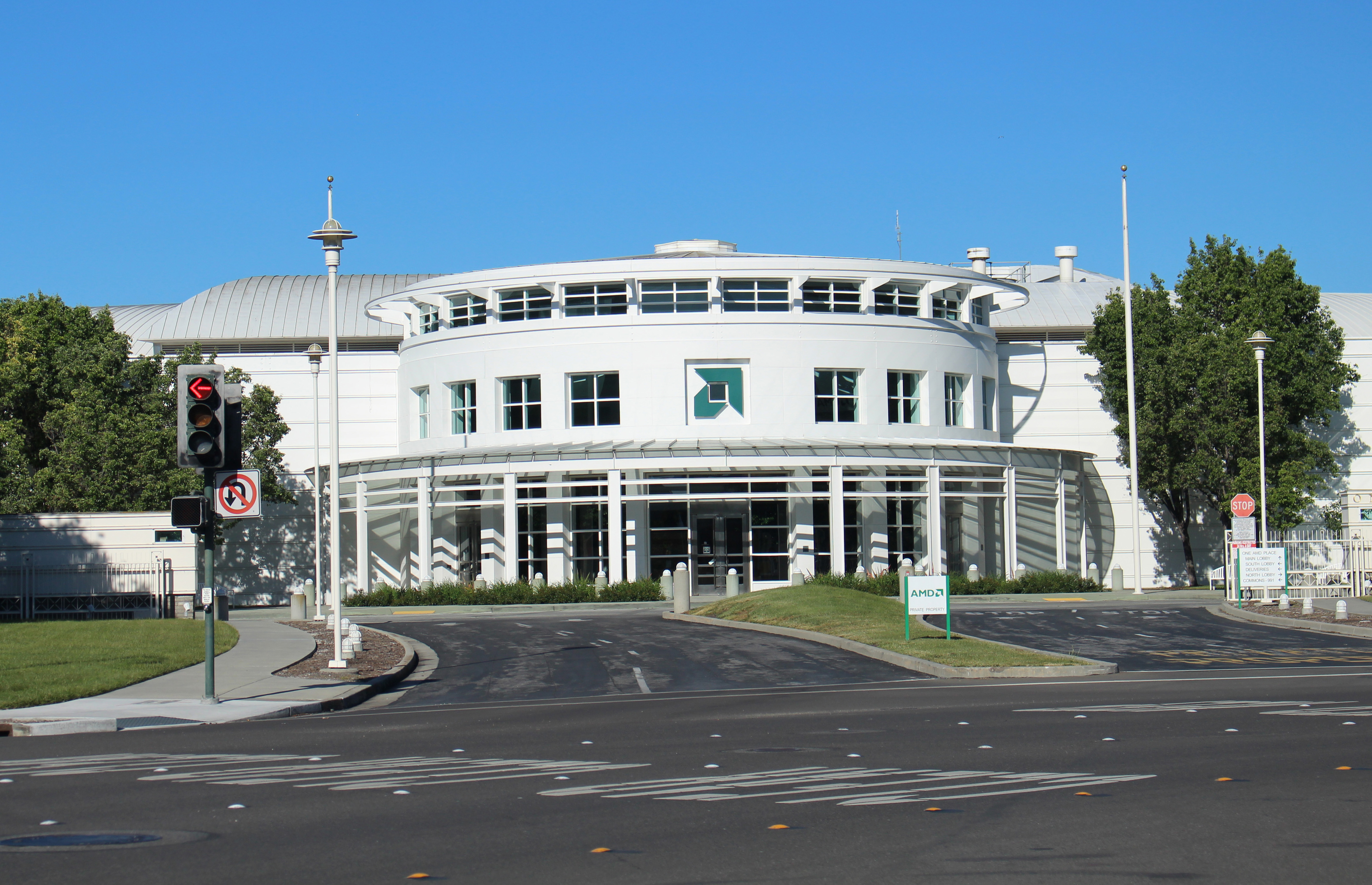
Antiga sede da AMD em Sunnyvale, Califórnia (demolida em 2019)

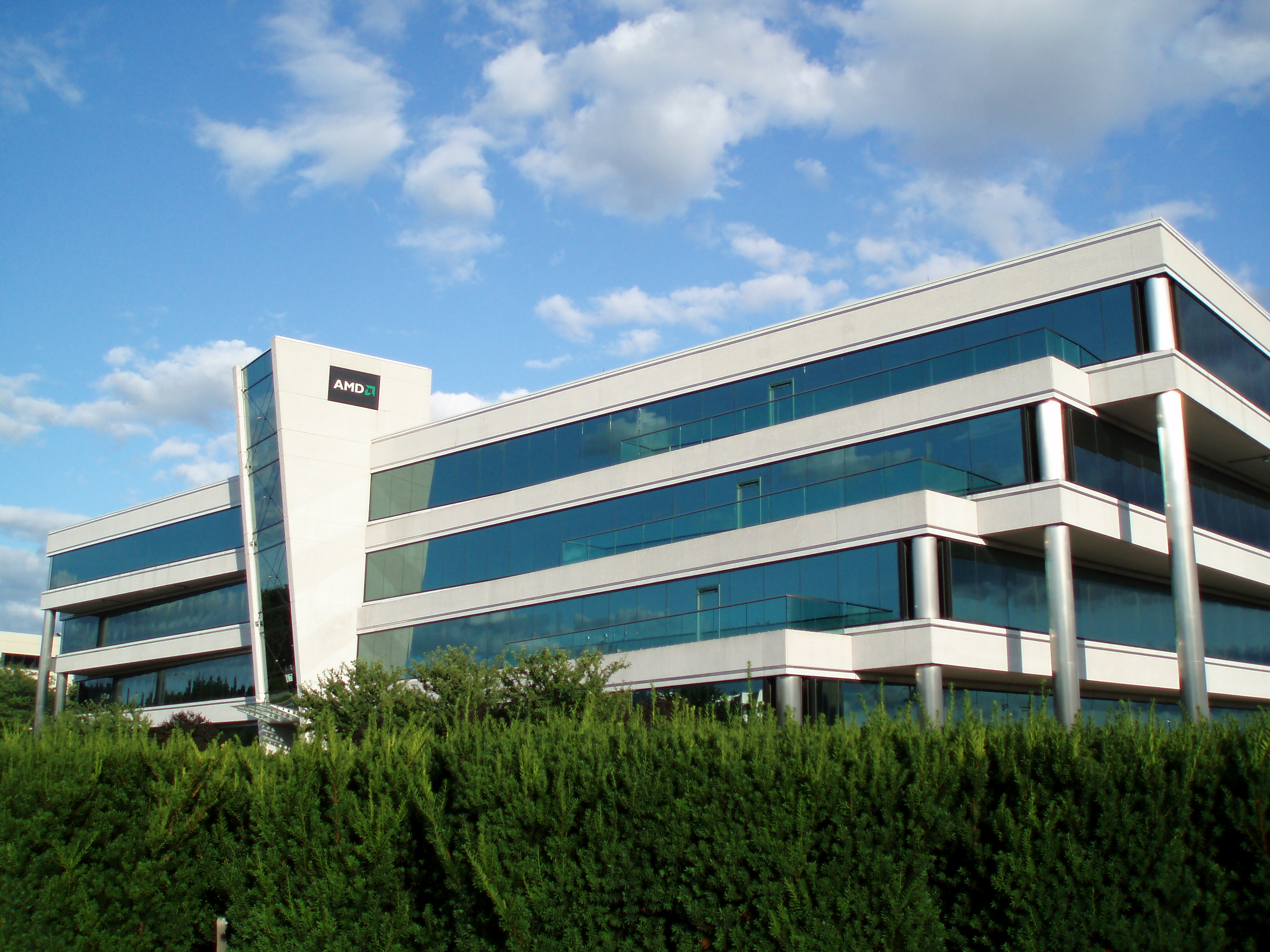
Campus da AMD em Markham, Ontário, Canadá, antiga sede da ATI

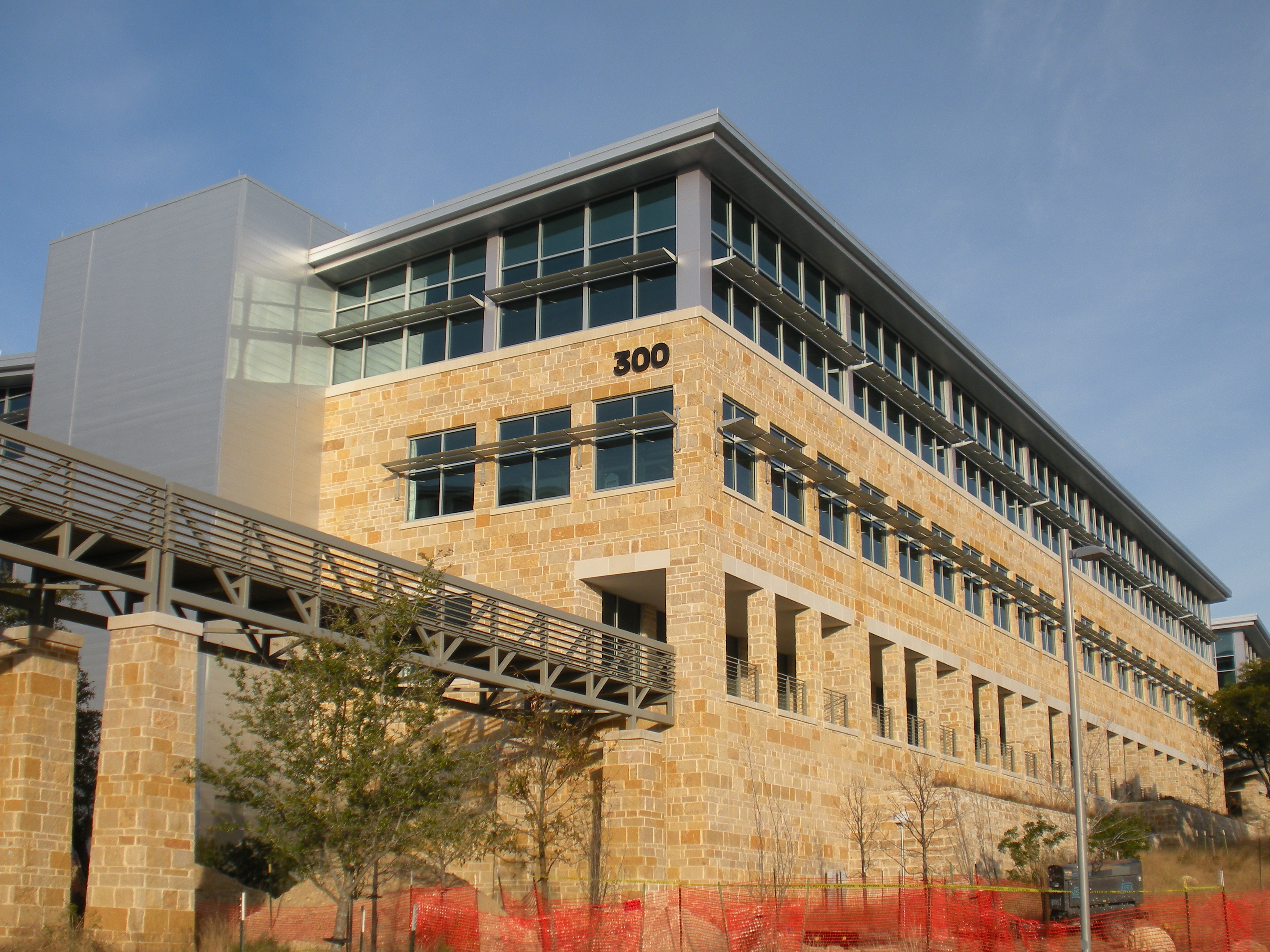
Campus Lone Star certificado pela LEED da AMD em Austin, Texas

### Ano de fundação
A Advanced Micro Devices foi formalmente incorporada por Jerry Sanders, juntamente com sete de seus colegas da Fairchild Semiconductor, em 1º de maio de 1969. Sanders, um engenheiro elétrico que era diretor de marketing da Fairchild, tinha, como muitos executivos da Fairchild, ficado frustrado com a crescente falta de suporte, oportunidade e flexibilidade dentro da empresa. Mais tarde, ele decidiu sair para abrir sua própria empresa de semicondutores, seguindo os passos de Robert Noyce (desenvolvedor do primeiro circuito integrado de silício na Fairchild em 1959) e Gordon Moore, que juntos fundaram a empresa de semicondutores Intel em julho de 1968.
Em setembro de 1969, a AMD mudou-se de sua localização temporária em Santa Clara para Sunnyvale, Califórnia. Para garantir imediatamente uma base de clientes, a AMD inicialmente se tornou um segundo fornecedor de microchips projetados pela Fairchild e National Semiconductor. A AMD se concentrou primeiro na produção de chips lógicos. A empresa garantiu o controle de qualidade de acordo com o Padrão Militar dos Estados Unidos, uma vantagem na indústria de computadores inicial, já que a falta de confiabilidade em microchips era um problema distinto que os clientes - incluindo fabricantes de computadores, a indústria de telecomunicações e fabricantes de instrumentos - queriam evitar.
Em novembro de 1969, a empresa fabricou seu primeiro produto: o Am9300, um registrador de deslocamento MSI de 4 bits, que começou a ser vendido em 1970. Também em 1970, a AMD produziu seu primeiro produto proprietário, o contador lógico Am2501, que foi um grande sucesso. Seu produto mais vendido em 1971 foi o Am2505, o multiplicador mais rápido disponível.
Em 1971, a AMD entrou no mercado de chips de RAM, começando com o Am3101, uma RAM bipolar de 64 bits. Naquele ano, a AMD também aumentou muito o volume de vendas de seus circuitos integrados lineares e, no final do ano, as vendas anuais totais da empresa atingiram US$ 4,6 milhões.
A AMD abriu o capital em setembro de 1972. A empresa era uma segunda fonte de circuitos Intel MOS/LSI em 1973, com produtos como Am14/1506 e Am14/1507, registradores de deslocamento dinâmicos duplos de 100 bits. Em 1975, a AMD estava produzindo 212 produtos - dos quais 49 eram proprietários, incluindo o Am9102 (uma RAM estática de canal N de 1024 bits) e três circuitos Schottky MSI de baixo consumo: Am25LS07, Am25LS08 e Am25LS09.
A Intel criou o primeiro microprocessador, seu 4004 de 4 bits, em 1971. Em 1975, a AMD entrou no mercado de microprocessadores com o Am9080, um clone de engenharia reversa do Intel 8080, e a família de microprocessadores de fatia de bits Am2900. Quando a Intel começou a instalar microcódigo em seus microprocessadores em 1976, ela firmou um acordo de licenciamento cruzado com a AMD, que recebeu uma licença de direitos autorais para o microcódigo em seus microprocessadores e periféricos, com efeito em outubro de 1976.
Em 1977, a AMD firmou uma joint venture com a Siemens, um conglomerado de engenharia alemão que desejava aprimorar sua experiência em tecnologia e entrar no mercado americano. A Siemens comprou 20% das ações da AMD, dando à empresa uma infusão de dinheiro para aumentar suas linhas de produtos. As duas empresas também estabeleceram em conjunto a Advanced Micro Computers (AMC), localizada no Vale do Silício e na Alemanha, permitindo que a AMD entrasse no campo de desenvolvimento e fabricação de microcomputadores, em particular com base nos microprocessadores Zilog Z8000 de segunda fonte da AMD. Quando a visão das duas empresas para a Advanced Micro Computers divergiu, a AMD comprou a participação da Siemens na divisão americana em 1979. A AMD fechou a Advanced Micro Computers no final de 1981 após mudar o foco para a fabricação de microprocessadores Intel x86 de segunda fonte.
As vendas totais no ano fiscal de 1978 ultrapassaram US$ 100 milhões, e em 1979, a AMD estreou na Bolsa de Valores de Nova York. Em 1979, a produção também começou na nova fábrica de fabricação de semicondutores da AMD em Austin, Texas; a empresa já tinha instalações de montagem no exterior em Penang e Manila, e começou a construção de uma fábrica em San Antonio em 1981. Em 1980, a AMD começou a fornecer produtos semicondutores para telecomunicações, uma indústria em rápida expansão e inovação.

### Parceria Intel
A Intel introduziu os primeiros microprocessadores x86 em 1978. Em 1981, a IBM criou seu PC e queria os processadores x86 da Intel, mas apenas sob a condição de que a Intel também fornecesse um fabricante de segunda fonte para seus microprocessadores x86 patenteados. A Intel e a AMD firmaram um acordo de troca de tecnologia de 10 anos, assinado pela primeira vez em outubro de 1981 e formalmente executado em fevereiro de 1982. Os termos do acordo eram que cada empresa poderia adquirir o direito de se tornar um fabricante de segunda fonte de produtos semicondutores desenvolvidos pela outra; ou seja, cada parte poderia "ganhar" o direito de fabricar e vender um produto desenvolvido pela outra, se acordado, trocando os direitos de fabricação de um produto de complexidade técnica equivalente. As informações técnicas e licenças necessárias para fabricar e vender uma peça seriam trocadas por royalties para a empresa em desenvolvimento. O acordo de 1982 também estendeu o acordo de licenciamento cruzado AMD-Intel de 1976 até 1995. O acordo incluía o direito de invocar a arbitragem de desacordos e, após cinco anos, o direito de qualquer uma das partes de rescindir o acordo com um aviso prévio de um ano. O principal resultado do acordo de 1982 foi que a AMD se tornou um fabricante de segunda fonte dos microprocessadores x86 da Intel e chips relacionados, e a Intel forneceu à AMD fitas de banco de dados para seus chips 8086, 80186 e 80286. No entanto, no caso de falência ou aquisição da AMD, o acordo de licenciamento cruzado seria efetivamente cancelado. However, in the event of a bankruptcy or takeover of AMD, the cross-licensing agreement would be effectively canceled.
A partir de 1982, a AMD começou a produzir em volume processadores 8086, 8088, 80186 e 80188 de segunda geração licenciados pela Intel e, em 1984, seu próprio clone Am286 do processador 80286 da Intel, para o mercado em rápido crescimento de PCs e clones da IBM. Também continuou sua concentração bem-sucedida em chips bipolares proprietários.
A empresa continuou a investir muito em pesquisa e desenvolvimento, e criou a primeira EPROM de 512K do mundo em 1984. Naquele ano, a AMD foi listada no livro As 100 Melhores Empresas para Trabalhar na América (The 100 Best Companies to Work for in America), e mais tarde entrou na lista Fortune 500 pela primeira vez em 1985.
Em meados de 1985, o mercado de microchips sofreu uma forte retração, principalmente devido às práticas comerciais agressivas de longo prazo (dumping) do Japão, mas também devido a um mercado de chips lotado e não inovador nos Estados Unidos. A AMD superou a crise de meados da década de 1980 inovando e modernizando agressivamente, elaborando o programa Liberty Chip de projetar e fabricar um novo chip ou chipset por semana durante 52 semanas no ano fiscal de 1986, e fazendo forte lobby no governo dos EUA até que sanções e restrições fossem colocadas em prática para evitar preços predatórios japoneses. Durante esse tempo, a AMD retirou-se do mercado de DRAM, e fez algum progresso no mercado de CMOS, no qual havia demorado a entrar, tendo se concentrado em vez disso em chips bipolares.
A AMD teve algum sucesso em meados da década de 1980 com o modem FSK "World Chip" AMD7910 e AMD7911, um dos primeiros dispositivos multipadrão que cobriam tons Bell e CCITT em até 1200 baud half duplex ou 300/300 full duplex. A partir de 1986, a AMD abraçou a mudança percebida em direção ao RISC com seu próprio processador AMD Am29000 (29k); o 29k sobreviveu como um processador embarcado. A empresa também aumentou sua participação no mercado de memória EPROM no final da década de 1980. Ao longo da década de 1980, a AMD foi um fornecedor secundário de processadores Intel x86. Em 1991, lançou seu Am386 compatível com 386, um chip projetado pela AMD. Criando seus próprios chips, a AMD começou a competir diretamente com a Intel.
A AMD tinha um grande e bem-sucedido negócio de memória flash, mesmo durante a crise das pontocom. Em 2003, para alienar parte da fabricação e ajudar seu fluxo de caixa geral, que estava sob pressão da concorrência agressiva de microprocessadores da Intel, a AMD desmembrou seu negócio de memória flash e fabricação na Spansion, uma joint venture com a Fujitsu, que vinha co-fabricando memória flash com a AMD desde 1993. Em dezembro de 2005, a AMD se desfez da Spansion para se concentrar no mercado de microprocessadores, e a Spansion abriu o capital em um IPO.

### 2006–presente
Em 24 de julho de 2006, a AMD anunciou a aquisição da empresa canadense de placas de vídeo 3D ATI Technologies. A AMD pagou US$ 4,3 bilhões e 58 milhões de ações de seu capital social, por aproximadamente US$ 5,4 bilhões. A transação foi concluída em 25 de outubro de 2006. Em 30 de agosto de 2010, a AMD anunciou que aposentaria a marca ATI para seus chipsets gráficos em favor da marca AMD.
Em outubro de 2008, a AMD anunciou planos de desmembrar as operações de fabricação na forma da GlobalFoundries Inc., uma joint venture multibilionária com a Advanced Technology Investment Co., uma empresa de investimentos formada pelo governo de Abu Dhabi. A parceria e a cisão deram à AMD uma infusão de dinheiro e permitiram que ela se concentrasse exclusivamente no design de chips. Para garantir aos investidores de Abu Dhabi o sucesso do novo empreendimento, o CEO da AMD, Hector Ruiz, deixou o cargo em julho de 2008, permanecendo como presidente executivo, em preparação para se tornar presidente da GlobalFoundries em março de 2009. O presidente e COO Dirk Meyer tornou-se CEO da AMD. As perdas recessivas exigiram que a AMD cortasse 1.100 empregos em 2009.
Em agosto de 2011, a AMD anunciou que o ex-executivo da Lenovo, Rory Read, se juntaria à empresa como CEO, substituindo Meyer. Em novembro de 2011, a AMD anunciou planos de demitir mais de 10% (1.400) de seus funcionários de todas as divisões em todo o mundo. Em outubro de 2012, anunciou planos de demitir mais 15% de sua força de trabalho para reduzir custos diante da queda na receita de vendas. A inclusão de chips AMD no PlayStation 4 e no Xbox One foi vista mais tarde como a salvação da AMD da falência.
A AMD adquiriu o fabricante de servidores de baixo consumo SeaMicro no início de 2012, com o objetivo de lançar um chip de servidor Arm64.
Em 8 de outubro de 2014, a AMD anunciou que Rory Read havia renunciado após três anos como presidente e diretor executivo. Ele foi sucedido por Lisa Su, uma tenente-chave que era diretora de operações desde junho.
Em 16 de outubro de 2014, a AMD anunciou um novo plano de reestruturação junto com seus resultados do terceiro trimestre. A partir de 1º de julho de 2014, a AMD se reorganizou em dois grupos de negócios: Computação e Gráficos, que inclui principalmente processadores e chipsets para desktops e notebooks, GPUs discretas e gráficos profissionais; e Enterprise, Embedded e Semi-Custom, que inclui principalmente processadores de servidor e embarcados, servidores densos, produtos SoC semi-customizados (incluindo soluções para consoles de jogos), serviços de engenharia e royalties. Como parte dessa reestruturação, a AMD anunciou que 7% de sua força de trabalho global seria demitida até o final de 2014.
Após a cisão da GlobalFoundries e demissões subsequentes, a AMD ficou com um espaço vago significativo no 1 AMD Place, seu antigo complexo de escritórios da sede em Sunnyvale. Em agosto de 2016, os 47 anos da AMD em Sunnyvale chegaram ao fim quando ela assinou um contrato de locação com a Irvine Company para um novo prédio de sede de 220 000 pés quadrados em Santa Clara. O novo local da AMD em Santa Clara Square fica de frente para a sede da arquirrival Intel do outro lado da Bayshore Freeway e San Tomas Aquino Creek. Na mesma época, a AMD também concordou em vender o 1 AMD Place para a Irvine Company. Em abril de 2019, a Irvine Company obteve a aprovação do Conselho Municipal de Sunnyvale para seus planos de demolir o 1 AMD Place e reconstruir todo o terreno de 32 acres em casas geminadas e apartamentos.
Em outubro de 2020, a AMD anunciou a aquisição da Xilinx, uma das líderes de mercado em dies de portas programáveis em campo e dispositivos lógicos programáveis complexos (FPGAs e CPLDs), em uma transação envolvendo apenas ações. A aquisição foi concluída em fevereiro de 2022, com um preço estimado de US$ 50 bilhões.
Em outubro de 2023, a AMD adquiriu um fornecedor de software de IA de código aberto, Nod.ai, para reforçar seu ecossistema de software de IA.
Em janeiro de 2024, a AMD anunciou que estava descontinuando a produção de todos os dispositivos lógicos programáveis complexos (CPLDs) adquiridos por meio da Xilinx.
Em março de 2024, uma alta nas ações de semicondutores elevou a avaliação da AMD acima de US$ 300 bilhões pela primeira vez.
Em julho de 2024, a AMD anunciou que iria adquirir a empresa finlandesa de inteligência artificial Silo AI em um acordo de US$ 665 milhões em dinheiro, em uma tentativa de competir melhor com a líder de mercado de chips de IA Nvidia.

### Lista de CEOs
| Nome          | Anos          | Posição, educação             |
| ------------- | ------------- | ----------------------------- |
| Jerry Sanders | 1969–2002     | Fundador, engenheiro elétrico |
| Héctor Ruiz   | 2002–2008     | Engenheiro eletricista        |
| Dirk Meyer    | 2008–2011     | Engenheiro de computação      |
| Rory Read     | 2011–2014     | Sistemas de informação        |
| Lisa Su       | 2014–presente | Engenheiro eletricista        |

## Produtos

### CPUs e APUs
Microprocessadores AMD
- Am2900 series (1975)
- AMD 29000 series (1987–1995)
- Am386 Amx86 series (1991–1995)
- K5 architecture (1996)
- K6 architecture (1997–2001)
- Bulldozer Series CPUs Bulldozer, Piledriver, Steamroller, Excavator (2011–2017)
- Bobcat series APUs Bobcat, Jaguar, Puma (2011–presente)
- Zen core architecture (2017)
- Zen 2 series (lançado em 2019)
- Zen 3 series (lançado em 2020)
- Zen 4 series (lançado em 2022)
- Zen 5 series (lançado em 2024)

#### IBM PC e a arquitetura x86
Em fevereiro de 1982, a AMD assinou um contrato com a Intel, tornando-se uma fabricante licenciada de segunda fonte dos processadores 8086 e 8088. A IBM queria usar o Intel 8088 em seu IBM PC, mas sua política na época era exigir pelo menos duas fontes para seus chips. A AMD posteriormente produziu o Am286 sob o mesmo acordo. Em 1984, a Intel decidiu internamente não cooperar mais com a AMD no fornecimento de informações sobre o produto para reforçar sua vantagem no mercado e atrasou e eventualmente se recusou a transmitir os detalhes técnicos do Intel 80386. Em 1987, a AMD invocou a arbitragem sobre o assunto, e a Intel reagiu cancelando completamente o acordo de troca tecnológica de 1982. Após três anos de depoimento, a AMD finalmente venceu na arbitragem em 1992, mas a Intel contestou essa decisão. Seguiu-se outra longa disputa legal, que terminou em 1994, quando o Supremo Tribunal da Califórnia decidiu a favor do árbitro e da AMD.
Em 1990, a Intel processou a AMD, renegociando o direito da AMD de usar derivados do microcódigo da Intel para seus processadores clonados. Diante da incerteza durante a disputa legal, a AMD foi forçada a desenvolver versões projetadas em sala limpa do código Intel para seus processadores x386 e x486, o primeiro muito depois que a Intel lançou seu próprio x386 em 1985. Em março de 1991, a AMD lançou o Am386, seu clone do processador Intel 386. Em outubro do mesmo ano, havia vendido um milhão de unidades.
Em 1993, a AMD introduziu o primeiro processador da família Am486, que se provou popular entre um grande número de fabricantes de equipamentos originais, incluindo a Compaq, que assinou um acordo exclusivo usando o Am486. O Am5x86, outro processador baseado no Am486, foi lançado em novembro de 1995 e continuou o sucesso da AMD como um processador rápido e econômico.
Finalmente, num acordo que entrou em vigor em 1996, a AMD recebeu os direitos do microcódigo nas famílias de processadores x386 e x486 da Intel, mas não os direitos do microcódigo nas gerações seguintes de processadores.

#### K5, K6, Athlon, Duron, e Sempron
O primeiro processador x86 interno da AMD foi o K5, lançado em 1996. O "K" em seu nome era uma referência à Kryptonita, a única substância conhecida por causar danos ao personagem de quadrinhos Superman. Isso em si era uma referência à hegemonia da Intel sobre o mercado, ou seja, uma antropomorfização deles como Superman. O número "5" era uma referência à quinta geração de processadores x86; a rival Intel havia introduzido anteriormente sua linha de processadores x86 de quinta geração como Pentium porque o Escritório de Marcas e Patentes dos EUA decidiu que meros números não poderiam ser registrados.
Em 1996, a AMD adquiriu a NexGen, especificamente pelos direitos de sua série Nx de processadores compatíveis com x86. A AMD cedeu à equipe de design da NexGen um prédio próprio, deixou-os em paz e lhes deu tempo e dinheiro para retrabalhar o Nx686. O resultado foi o processador K6, lançado em 1997. Embora fosse baseado no Socket 7, variantes como o K6-III/450 eram mais rápidas que o Pentium II da Intel (processador de sexta geração).
O K7 foi o processador x86 de sétima geração da AMD, estreando sob a marca Athlon em 23 de junho de 1999. Ao contrário dos processadores AMD anteriores, ele não podia ser usado nas mesmas placas-mãe que as da Intel, devido a problemas de licenciamento em torno do conector Slot 1 da Intel, e em vez disso usava um conector Slot A, referenciado ao barramento do processador Alpha. O Duron era uma versão limitada e de menor custo do Athlon (64 KB em vez de 256 KB de cache L2) em um PGA soqueteado de 462 pinos (soquete A) ou soldado diretamente na placa-mãe. O Sempron foi lançado como um Athlon XP de menor custo, substituindo o Duron na era do PGA socket A. Desde então, ele foi migrado para todos os novos soquetes, até o AM3.
Em 9 de outubro de 2001, o Athlon XP foi lançado. Em 10 de fevereiro de 2003, o Athlon XP com 512 KB de cache L2 foi lançado.

#### Athlon 64, Opteron, e Phenom
O K8 foi uma grande revisão da arquitetura K7, com os recursos mais notáveis sendo a adição de uma extensão de 64 bits ao conjunto de instruções x86 (chamado x86-64, AMD64 ou x64), a incorporação de um controlador de memória no chip e a implementação de uma interconexão ponto a ponto de altíssimo desempenho chamada HyperTransport, como parte da Arquitetura Direct Connect. A tecnologia foi lançada inicialmente como o processador orientado a servidor Opteron em 22 de abril de 2003. Pouco depois, foi incorporada a um produto para PCs de mesa, denominado Athlon 64.
Em 21 de abril de 2005, a AMD lançou o primeiro Opteron dual-core, uma CPU de servidor baseada em x86. Um mês depois, lançou o Athlon 64 X2, a primeira família de processadores dual-core para desktop. Em maio de 2007, a AMD abandonou a string "64" em sua marca de produtos dual-core para desktop, tornando-se Athlon X2, minimizando a importância da computação de 64 bits em seus processadores. Outras atualizações envolveram melhorias na microarquitetura e uma mudança do mercado-alvo de sistemas desktop convencionais para sistemas desktop dual-core de valor. Em 2008, a AMD começou a lançar processadores dual-core Sempron exclusivamente na China, com a marca Sempron série 2000, com menor velocidade HyperTransport e cache L2 menor. A AMD completou seu portfólio de produtos dual-core para cada segmento de mercado.
Em setembro de 2007, a AMD lançou os primeiros processadores Opteron K10 para servidores, seguidos em novembro pelo processador Phenom para desktop. Os processadores K10 vinham em versões dual-core, triple-core, e quad-core, com todos os núcleos em um único chip. A AMD lançou uma nova plataforma com o codinome "Spider", que usava o novo processador Phenom, uma GPU R770 e um chipset 790 GX/FX da série de chipsets AMD 700. No entanto, a AMD construiu o Spider em 65 nm, o que não era competitivo com o 45 nm menor e mais eficiente em termos de energia da Intel.
Em janeiro de 2009, a AMD lançou uma nova linha de processadores chamada Phenom II, uma atualização do Phenom original construído usando o processo de 45 nm. A nova plataforma da AMD, codinome "Dragon", usava o novo processador Phenom II e uma GPU ATI R770 da família de GPUs R700 e um chipset 790 GX/FX da série de chipsets AMD 700. O Phenom II veio em variantes dual-core, triple-core e quad-core, todas usando o mesmo chip, com núcleos desabilitados para as versões triple-core e dual-core. O Phenom II resolveu problemas que o Phenom original tinha, incluindo baixa velocidade de clock, um pequeno cache L3 e um bug Cool'n'Quiet que diminuía o desempenho. O Phenom II custava menos, mas não era competitivo em desempenho com os Core 2 Quads de médio a alto alcance da Intel. O Phenom II também aprimorou o controlador de memória de seu antecessor, permitindo que ele usasse DDR3 em um novo soquete nativo AM3, mantendo a compatibilidade com versões anteriores do AM2+, o soquete usado para o Phenom, e permitindo o uso da memória DDR2 que era usada com a plataforma.
Em abril de 2010, a AMD lançou um novo processador Phenom II hexa-core (6 núcleos), codinome "Thuban". Tratava-se de um chip totalmente novo, baseado no processador hexa-core "Istanbul" Opteron. Incluía a tecnologia "turbo core" da AMD, que permite ao processador alternar automaticamente de 6 núcleos para 3 núcleos mais rápidos quando é necessária uma velocidade mais rápida.
As peças de servidor Magny Cours e Lisbon foram lançadas em 2010. A peça Magny Cours veio em 8 a 12 núcleos e a peça Lisbon em peças de 4 e 6 núcleos. O Magny Cours é focado em desempenho enquanto a peça Lisbon é focada em alto desempenho por watt. O Magny Cours é um MCM (módulo multi-chip) com duas peças Opteron "Istanbul" hexa-core. Isso usará um novo socket G34 para processadores de soquete duplo e quádruplo e, portanto, será comercializado como processadores da série Opteron 61xx. O Lisbon usa socket C32 certificado para uso de soquete duplo ou uso de soquete único apenas e, portanto, será comercializado como processadores Opteron 41xx. Ambos serão construídos em um processo SOI de 45 nm.

#### Fusion se torna a APU da AMD
Após a aquisição da empresa gráfica canadense ATI Technologies pela AMD em 2006, uma iniciativa com o codinome Fusion foi anunciada para integrar uma CPU e uma GPU em alguns dos microprocessadores da AMD, incluindo um link PCI Express integrado para acomodar periféricos PCI Express separados, eliminando o chip northbridge da placa-mãe. A iniciativa pretendia mover parte do processamento originalmente feito na CPU (por exemplo, operações de unidade de ponto flutuante) para a GPU, que é melhor otimizada para alguns cálculos. A Fusion foi posteriormente renomeada para AMD APU (Accelerated Processing Unit).
Llano foi a primeira APU da AMD construída para laptops. Llano foi a segunda APU lançada, direcionada ao mercado convencional. Ela incorporou uma CPU e GPU no mesmo chip, funções northbridge e usou o "Socket FM1" com memória DDR3. A parte da CPU do processador foi baseada no processador Phenom II "Deneb". A AMD sofreu uma queda inesperada na receita devido a problemas de produção do Llano. Mais APUs AMD para laptops com Windows 7 e Windows 8 estão sendo usadas comumente. Isso inclui as APUs de preço da AMD, a E1 e a E2, e seus concorrentes convencionais com a série Core i da Intel: a série Vision A, sendo que A significa acelerado. Elas variam do chipset A4 de desempenho inferior ao A6, A8 e A10. Todos eles incorporam placas de vídeo Radeon de última geração, com o A4 utilizando o chip Radeon HD básico e o restante usando uma placa de vídeo Radeon R4, com exceção do modelo mais topo de linha A10 (A10-7300) que usa uma placa de vídeo R6.

#### Novas microarquiteturas

##### Núcleos Bulldozer de alta potência e alto desempenho
Bulldozer era o codinome da microarquitetura da AMD para processadores AMD FX de servidor e desktop, lançado pela primeira vez em 12 de outubro de 2011. Esta microarquitetura da família 15h é a sucessora do design da microarquitetura da família 10h (K10). Bulldozer era um design totalmente novo, não um desenvolvimento de processadores anteriores. O núcleo era voltado especificamente para produtos de computação de 10–125 W TDP. A AMD alegou melhorias drásticas na eficiência de desempenho por watt em aplicativos de computação de alto desempenho (HPC) com núcleos Bulldozer. Embora houvesse grandes esperanças de que o Bulldozer levaria a AMD a ser competitiva em desempenho com a Intel mais uma vez, a maioria dos benchmarks foi decepcionante. Em alguns casos, os novos produtos Bulldozer eram mais lentos do que os modelos K10 que eles foram construídos para substituir.
A microarquitetura Piledriver foi a sucessora do Bulldozer em 2012, aumentando a velocidade do clock e o desempenho em relação ao seu antecessor. O Piledriver seria lançado nas linhas de produtos AMD FX, APU e Opteron. O Piledriver foi posteriormente seguido pela microarquitetura Steamroller em 2013. Usado exclusivamente nas APUs da AMD, o Steamroller se concentrou em maior paralelismo.
Em 2015, a microarquitetura Excavator substituiu o Piledriver. Prevista para ser a última microarquitetura da série Bulldozer, a Excavator focou na melhoria da eficiência energética.

##### Núcleos Cat de baixo consumo de energia
A microarquitetura Bobcat foi revelada durante um discurso do vice-presidente executivo da AMD, Henri Richard, na Computex 2007 e foi colocada em produção durante o primeiro trimestre de 2011. Com base na dificuldade de competir no mercado x86 com um único núcleo otimizado para a faixa de 10 a 100 W, a AMD desenvolveu um núcleo mais simples com uma faixa alvo de 1 a 10 watts. Além disso, acreditava-se que o núcleo poderia migrar para o espaço portátil se o consumo de energia pudesse ser reduzido para menos de 1 W.
Jaguar é um codinome de microarquitetura para o sucessor do Bobcat, lançado em 2013, que é usado em várias APUs da AMD voltadas para o mercado de baixo consumo/baixo custo. Jaguar e seus derivados seriam usados nas APUs personalizadas do PlayStation 4, Xbox One, PlayStation 4 Pro, Xbox One S, e Xbox One X. Jaguar serie posteriormente seguido pela microarquitetura Puma em 2014.

##### Projetos baseados em arquitetura ARM
Em 2012, a AMD anunciou que estava trabalhando em produtos ARM, tanto como um produto semi-customizado quanto como um produto de servidor. O produto de servidor inicial foi anunciado como Opteron A1100 em 2014, um SoC ARMv8-A baseado em Cortex-A57 de 8 núcleos, e era esperado que fosse seguido por uma APU incorporando uma GPU Graphics Core Next. No entanto, o Opteron A1100 não foi lançado até 2016, com o atraso atribuído à adição de suporte de software. O A1100 também foi criticado por não ter suporte dos principais fornecedores em seu lançamento.
Em 2014, a AMD também anunciou o lançamento do núcleo personalizado K12 em 2016. Embora compatível com a arquitetura do conjunto de instruções ARMv8-A, esperava-se que o K12 fosse totalmente personalizado, visando os mercados de servidores, embarcados e semipersonalizados. Enquanto o desenvolvimento da arquitetura ARM continuava, os produtos baseados no K12 foram posteriormente adiados sem lançamento planejado. O desenvolvimento da microarquitetura Zen baseada em x86 da AMD foi o preferido.

#### CPUs e APUs baseadas em Zen
Zen é uma arquitetura para CPUs e APUs da série Ryzen baseadas em x86-64, introduzida em 2017 pela AMD e construída do zero por uma equipe liderada por Jim Keller, começando com sua chegada em 2012 e terminando antes de sua saída em setembro de 2015.
Um dos principais objetivos da AMD com o Zen era um aumento de IPC de pelo menos 40%, no entanto, em fevereiro de 2017, a AMD anunciou que havia alcançado um aumento de 52%. Os processadores feitos na arquitetura Zen são construídos no nó FinFET de 14 nm e têm um foco renovado no desempenho de núcleo único e compatibilidade HSA. Os processadores anteriores da AMD eram construídos no processo de 32 nm (CPUs "Bulldozer" e "Piledriver") ou no processo de 28 nm (APUs "Steamroller" e "Excavator"). Por causa disso, o Zen é muito mais eficiente em termos de energia.
A arquitetura Zen é a primeira a abranger CPUs e APUs da AMD projetadas para um único socket (socket AM4). Outra novidade nessa arquitetura é a implementação da tecnologia de multithreading simultâneo (SMT), algo que a Intel já utiliza há anos em alguns de seus processadores com sua implementação proprietária de hyperthreading do SMT. Isso representa um afastamento do design "Clustered MultiThreading" introduzido com a arquitetura Bulldozer. O Zen também oferece suporte para memória DDR4.
A AMD lançou as CPUs da série Ryzen 7 "Summit Ridge" de ponta baseadas em Zen em 2 de março de 2017, as CPUs da série Ryzen 5 de médio porte em 11 de abril de 2017 e as CPUs da série Ryzen 3 de nível básico em 27 de julho de 2017. A AMD lançou posteriormente a linha Epyc de processadores de servidor derivados do Zen para sistemas 1P e 2P. Em outubro de 2017, a AMD lançou APUs baseadas em Zen como Ryzen Mobile, incorporando núcleos gráficos Vega. Em janeiro de 2018, a AMD anunciou seus novos planos de linha, com Ryzen 2. A AMD lançou CPUs com a microarquitetura Zen+ de 12 nm em abril de 2018, seguindo com a microarquitetura Zen 2 de 7 nm em junho de 2019, incluindo uma atualização da linha Epyc com novos processadores usando a microarquitetura Zen 2 em agosto de 2019, e Zen 3 programado para lançamento no terceiro trimestre de 2020.
Em 2019, os processadores Ryzen da AMD foram relatados como vendendo mais que os processadores de desktop do consumidor da Intel. Na CES 2020, a AMD anunciou seu Ryzen Mobile 4000, como o primeiro processador móvel x86 de 7 nm, o primeiro processador móvel de alto desempenho de 7 nm de 8 núcleos (também de 16 threads) e o primeiro processador de 8 núcleos (também de 16 threads) para laptops ultrafinos. Esta geração ainda é baseada na arquitetura Zen 2. Em outubro de 2020, a AMD anunciou novos processadores baseados na arquitetura Zen 3. No teste de desempenho de thread único do PassMark, o Ryzen 5 5600x superou todas as outras CPUs, além do Ryzen 9 5950X.
Em abril de 2020, a AMD lançou três novos SKUs que visam cargas de trabalho HPC comerciais e aplicativos de infraestrutura hiperconvergente. O lançamento foi baseado na plataforma Rome de segunda geração de 7 nm da Epyc e suportado pela Dell EMC, Hewlett Packard Enterprise, Lenovo, Supermicro e Nutanix. A IBM Cloud foi seu primeiro parceiro de nuvem pública. Em agosto de 2022, a AMD anunciou sua linha inicial de CPUs baseadas na nova arquitetura Zen 4.
O Steam Deck, PlayStation 5, Xbox Series X e Series S usam chips baseados na microarquitetura Zen 2, com ajustes proprietários e configurações diferentes na implementação de cada sistema do que a AMD vende em suas próprias APUs disponíveis comercialmente.
Em março de 2025, a AMD anunciou o Instella, um modelo de linguagem de código aberto de grande porte.

### Produtos gráficos e GPUs
Unidades de processamento gráfico AMD
- Radeon R200 series (2001)
- Radeon R500 (2005)
- Radeon HD 2000 (2007a)
- Radeon HD 3000 (2007b)
- Radeon HD 4000 (2008)
- Radeon HD 5000 (2009)
- Radeon HD 6000 (2010)
- Radeon HD 7000 (2012)
- Radeon 200 (2013)
- Radeon 400 (2016)
- Radeon 500 (2016)
- Radeon RX Vega (2017)
- Radeon RX 5000 (2019)
- Radeon RX 6000 (2020)
- Radeon RX 7000 (2022)

#### ATI antes da aquisição da AMD
Lee Ka Lau, Francis Lau, Benny Lau e Kwok Yuen Ho fundaram a ATI em 1985 como Array Technology Inc. Trabalhando principalmente no campo OEM, a ATI produziu placas gráficas integradas para fabricantes de PC como IBM e Commodore. Em 1987, a ATI se tornou um varejista independente de placas gráficas, lançando as linhas de produtos de placas EGA Wonder e VGA Wonder naquele ano. No início dos anos noventa, eles lançaram produtos capazes de processar gráficos sem CPU: em maio de 1991, o Mach8, em 1992, o Mach32, que oferecia melhor largura de banda de memória e aceleração de GUI. abriu o capital em 1993, com ações listadas na NASDAQ e na Bolsa de Valores de Toronto.
Em 1994, o acelerador Mach64 foi lançado, alimentando o Graphics Xpression e o Graphics Pro Turbo, oferecendo suporte de hardware para conversão de espaço de cores YUV para RGB, além de zoom de hardware; técnicas iniciais de aceleração de vídeo baseada em hardware.
A ATI introduziu sua primeira combinação de acelerador 2D e 3D sob o nome 3D Rage. Este chip foi baseado no Mach 64, mas apresentava aceleração 3D elementar. A linha ATI Rage alimentou quase toda a linha de produtos gráficos da ATI. Em particular, o Rage Pro foi uma das primeiras alternativas 2D mais 3D viáveis ao chipset Voodoo somente 3D da 3dfx. A aceleração 3D na linha Rage avançou da funcionalidade básica do 3D Rage inicial para um acelerador DirectX 6.0 mais avançado em 1999 Rage 128.
A linha de produtos All-in-Wonder, lançada em 1996, foi a primeira combinação de chip gráfico integrado com placa sintonizadora de TV e o primeiro chip que permitiu a exibição de computação gráfica em um aparelho de TV. As placas apresentavam aceleração 3D alimentada pelo 3D Rage II da ATI, desempenho 2D de 64 bits, aceleração de vídeo com qualidade de TV, captura de vídeo analógico, funcionalidade de sintonizador de TV, saída de TV sem cintilação e recepção de áudio de TV estéreo.
A ATI entrou no setor de computação móvel introduzindo aceleração gráfica 3D para laptops em 1996. A linha de produtos Mobility teve que atender a requisitos diferentes daqueles dos PCs desktop, como uso minimizado de energia, produção de calor reduzida, recursos de saída TMDS para telas de laptop e integração maximizada. Em 1997, a ATI adquiriu os ativos gráficos da Tseng Labs, que incluíam 40 engenheiros.
A linha de produtos gráficos Radeon foi lançada em 2000. A unidade de processamento gráfico Radeon inicial oferecia um design totalmente novo com aceleração 3D DirectX 7.0, aceleração de vídeo e aceleração 2D. A tecnologia desenvolvida para uma geração específica de Radeon pode ser construída em vários níveis de recursos e desempenho, a fim de fornecer produtos adequados para toda a gama de mercado, desde versões sofisticadas até econômicas e móveis.
Em 2000, a ATI adquiriu a ArtX, que projetou o chip gráfico Flipper usado no console de videogame GameCube. Eles também criaram uma versão modificada do chip (codinome Hollywood) para o sucessor do GameCube, o Wii. A Microsoft contratou a ATI para projetar o núcleo gráfico (codinome Xenos) para o Xbox 360. Mais tarde, em 2005, a ATI adquiriu a propriedade intelectual de silício do modem a cabo da Terayon, fortalecendo sua liderança no mercado consumidor de televisão digital. K.Y. Ho permaneceu como Presidente do Conselho até se aposentar em novembro de 2005. Dave Orton o substituiu como Presidente e CEO da organização.
Em 24 de julho de 2006, um anúncio conjunto revelou que a AMD iria adquirir a ATI em um negócio avaliado em US$ 5,6 bilhões. A consideração da aquisição foi encerrada em 25 de outubro de 2006, e incluiu mais de US$ 2 bilhões financiados por um empréstimo e 56 milhões de ações da AMD. As operações da ATI tornaram-se parte do AMD Graphics Product Group (GPG),[carece de fontes?] e o CEO da ATI, Dave Orton, tornou-se vice-presidente executivo de negócios visuais e de mídia da AMD até sua renúncia em 2007. O nível superior a gestão foi reorganizada com o Vice-Presidente Sênior e Gerente Geral, e o Vice-Presidente Sênior e Gerente Geral do Consumer Electronics Group, ambos os quais se reportariam ao CEO da AMD.[carece de fontes?] Em 30 de agosto de 2010, John Trikola anunciou que a AMD retiraria a marca ATI para seus chipsets gráficos em favor do nome AMD.

#### Radeon dentro da AMD
Em 2007, a divisão ATI da AMD lançou a microarquitetura TeraScale, implementando um modelo de shader unificado. Esse design substituiu o hardware de função fixa das placas de vídeo anteriores por shaders programáveis e multifuncionais. Inicialmente lançada como parte da GPU do Xbox 360, essa tecnologia seria usada em componentes HD 2000 da marca Radeon. Três gerações de TeraScale seriam projetadas e usadas em componentes de 2007 a 2015.

#### Divisões combinadas de GPU e CPU
Em uma reestruturação de 2009, a AMD fundiu as divisões de CPU e GPU para dar suporte às APUs da empresa, que fundiram gráficos e processamento de propósito geral. Em 2011, a AMD lançou o sucessor do TeraScale, o Graphics Core Next (GCN). Essa nova microarquitetura enfatizou a capacidade de computação da GPGPU além do processamento gráfico, com o objetivo específico de oferecer suporte à computação heterogênea nas APUs da AMD. O conjunto de instruções reduzido ISA da GCN permitiu uma capacidade de computação significativamente maior em relação ao ISA de palavras de instrução muito longo da TeraScale. Desde a introdução da GCN com o HD 7970, cinco gerações da arquitetura GCN foram produzidas de 2011 a pelo menos 2018.

#### Radeon Technologies Group
Em setembro de 2015, a AMD separou a divisão de tecnologia gráfica da empresa em uma unidade interna independente chamada Radeon Technologies Group (RTG), liderada por Raja Koduri. Isso deu à divisão gráfica da AMD autonomia no design e marketing de produtos. O RTG então criou e lançou as microarquiteturas Polaris e Vega lançadas em 2016 e 2017, respectivamente. Em particular, a microarquitetura Vega, ou GCN de quinta geração, inclui uma série de revisões importantes para melhorar o desempenho e as capacidades de computação.
Em novembro de 2017, Raja Koduri deixou a RTG e a CEO e presidente Lisa Su assumiu seu cargo. Em janeiro de 2018, foi relatado que dois veteranos da indústria se juntaram à RTG, a saber, Mike Rayfield como vice-presidente sênior e gerente geral da RTG, e David Wang como vice-presidente sênior de engenharia da RTG. Em janeiro de 2020, a AMD anunciou que sua arquitetura gráfica RDNA de segunda geração estava em desenvolvimento, com o objetivo de competir com os produtos gráficos Nvidia RTX pela liderança em desempenho. Em outubro de 2020, a AMD anunciou suas novas GPUs da série RX 6000, seu primeiro produto de ponta baseado em RDNA2 e capaz de lidar com ray-tracing nativamente, com o objetivo de desafiar as GPUs RTX 3000 da Nvidia.

### Produtos semi-customizados e de console de jogos
Em 2012, o então CEO da AMD, Rory Read, iniciou um programa para oferecer designs semi-customizados. Em vez de a AMD simplesmente projetar e oferecer um único produto, os clientes em potencial poderiam trabalhar com a AMD para projetar um chip personalizado com base na propriedade intelectual da AMD. Os clientes pagam uma taxa de engenharia não recorrente para design e desenvolvimento e um preço de compra para os produtos semi-customizados resultantes. Em particular, a AMD observou sua posição única de oferecer propriedade intelectual x86 e gráfica. Esses designs semi-customizados teriam vitórias de design como as APUs no PlayStation 4 e Xbox One e no subsequente PlayStation 4 Pro, Xbox One S, Xbox One X, Xbox Series X/S e PlayStation 5. Financeiramente, esses produtos semi-customizados representariam a maior parte da receita da empresa em 2016. Em novembro de 2017, a AMD e a Intel anunciaram que a Intel comercializaria um produto combinando em um único pacote uma CPU Intel Core, uma GPU AMD Radeon semi-customizada e memória HBM2.

### Outro hardware

#### Chipsets de placas-mãe AMD
Antes do lançamento dos processadores Athlon 64 em 2003, a AMD projetava chipsets para seus processadores abrangendo as gerações K6 e K7. Os chipsets incluem os chipsets AMD-640, AMD-751 e AMD-761. A situação mudou em 2003 com o lançamento dos processadores Athlon 64, e a AMD optou por não projetar mais seus próprios chipsets para seus processadores de desktop, abrindo a plataforma de desktop para que outras empresas pudessem projetar chipsets. Esta foi a "Open Platform Management Architecture" com ATI, VIA e SiS desenvolvendo seus próprios chipsets para os processadores Athlon 64 e, posteriormente, para os processadores Athlon 64 X2 e Athlon 64 FX, incluindo o chipset da plataforma Quad FX da Nvidia.
A iniciativa foi mais longe com o lançamento dos processadores para servidores Opteron, já que a AMD interrompeu o projeto de chipsets para servidores em 2004, após o lançamento do chipset AMD-8111, e abriu novamente a plataforma de servidores para que empresas desenvolvessem chipsets para processadores Opteron. A partir de hoje, a Nvidia e a Broadcom são as únicas empresas a projetar chipsets para servidores para processadores Opteron.
Quando a empresa concluiu a aquisição da ATI Technologies em 2006, a empresa ganhou a equipe de design da ATI para chipsets que anteriormente projetou os chipsets Radeon Xpress 200 e Radeon Xpress 3200. A AMD então renomeou os chipsets para processadores AMD sob a marca AMD (por exemplo, o chipset CrossFire Xpress 3200 foi renomeado como chipset AMD 580X CrossFire). Em fevereiro de 2007, a AMD anunciou o primeiro chipset da marca AMD desde 2004 com o lançamento do chipset AMD 690G (anteriormente sob o codinome de desenvolvimento RS690), voltado para a computação IGP convencional. Foi o primeiro da indústria a implementar uma porta HDMI 1.2 em placas-mãe, enviando para mais de um milhão de unidades. Embora a ATI tivesse como objetivo lançar um chipset Intel IGP, o plano foi descartado e os estoques da Radeon Xpress 1250 (codinome RS600, vendida sob a marca ATI) foram vendidos para duas OEMs, a Abit e a ASRock. Embora a AMD tenha declarado que continuaria produzindo chipsets Intel, a Intel não havia concedido a licença de 1333 MHz FSB à ATI.
Em 15 de novembro de 2007, a AMD anunciou um novo portfólio de séries de chipsets, os chipsets AMD Série 7, abrangendo desde o segmento de multigráficos para entusiastas até o segmento IGP de baixo custo, substituindo os chipsets AMD 480/570/580 e os chipsets AMD série 690, marcando o primeiro chipset multigráfico para entusiastas da AMD. Os chipsets gráficos discretos foram lançados em 15 de novembro de 2007, como parte da plataforma de desktop Spider, e os chipsets IGP foram lançados posteriormente, na primavera de 2008, como parte da plataforma Cartwheel.
A AMD retornou ao mercado de chipsets para servidores com a série AMD 800S. Ela inclui suporte para até seis portas SATA 6.0 Gbit/s, o estado de energia C6, presente nos processadores Fusion, e AHCI 1.2 com suporte para comutação baseada em SATA FIS. Esta é uma família de chipsets compatível com processadores Phenom e plataformas Quad FX (890FX) e IGP (890GX).
Com o advento das APUs da AMD em 2011, recursos tradicionais da ponte norte, como a conexão com a placa de vídeo e o controlador PCI Express, foram incorporados à matriz da APU. Consequentemente, as APUs foram conectadas a um único chipset, renomeado para Fusion Controller Hub (FCH), que fornecia principalmente a funcionalidade da ponte sul.
A AMD lançou novos chipsets em 2017 para dar suporte ao lançamento de seus novos produtos Ryzen. Como a microarquitetura Zen já inclui grande parte da conectividade northbridge, os chipsets baseados em AM4 variaram principalmente no número de pistas PCI Express adicionais, conexões USB e conexões SATA disponíveis. Esses chipsets AM4 foram projetados em conjunto com a ASMedia.

#### Produtos incorporados

##### CPUs embarcadas

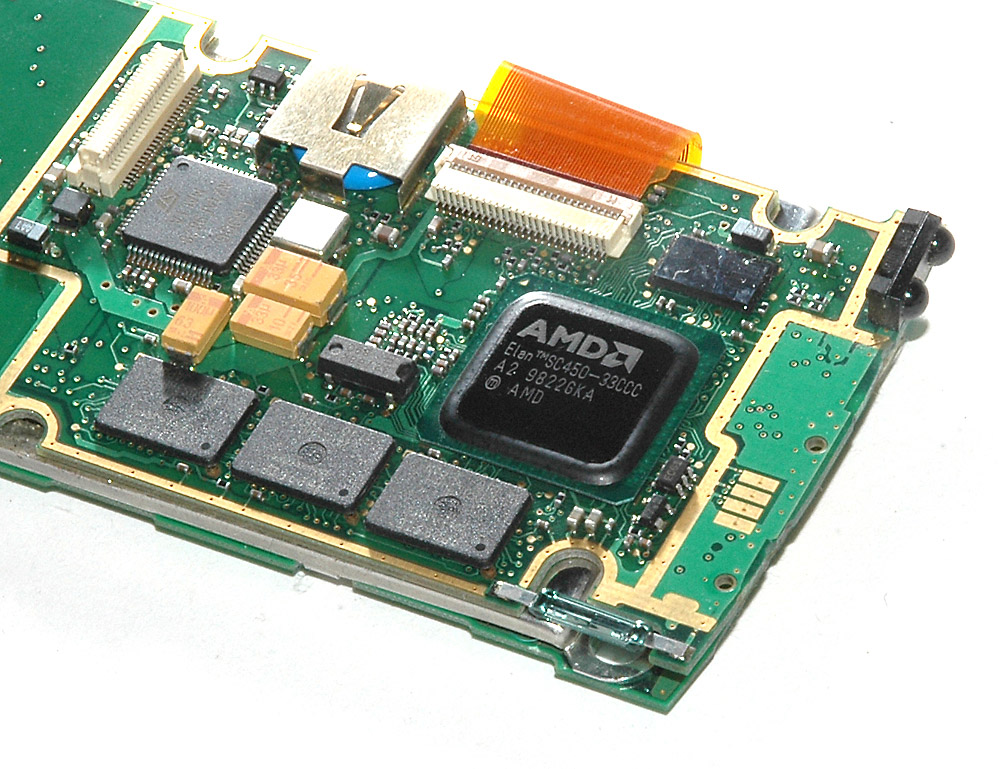
Uma AMD Élan SC450 no Nokia 9000 Communicator

No início da década de 1990, a AMD começou a comercializar uma série de sistemas embarcados em um chip (SoCs) chamados AMD Élan, começando com o SC300 e o SC310. Ambos combinam uma CPU de 32 bits, Am386 SX, de baixa voltagem de 25 MHz ou 33 MHz com controlador de memória, controladores periféricos PC/AT, relógio em tempo real, geradores de relógio PLL e interface de barramento ISA. O SC300 integra, além disso, dois slots para PC Card e um controlador LCD compatível com CGA. Eles foram seguidos em 1996 pelos tipos SC4xx. Agora com suporte ao VESA Local Bus e usando o Am486 com velocidade de clock de até 100 MHz. Um SC450 com 33 MHz, por exemplo, foi usado no Nokia 9000 Communicator. Em 1999, o SC520 foi anunciado. Utilizando um Am586 com 100 MHz ou 133 MHz e suportando SDRAM e PCI, foi o último membro da série.
Em fevereiro de 2002, a AMD adquiriu a Alchemy Semiconductor para sua linha Alchemy de processadores MIPS para os mercados de reprodutores de mídia portáteis e dispositivos portáteis. Em 13 de junho de 2006, a AMD anunciou oficialmente que a linha seria transferida para a Raza Microelectronics, Inc., uma projetista de processadores MIPS para aplicações embarcadas.
Em agosto de 2003, a AMD também comprou o negócio Geode, que era originalmente o Cyrix MediaGX da National Semiconductor para aumentar sua linha existente de produtos de processadores x86 embarcados. Durante o segundo trimestre de 2004, lançou novos processadores Geode NX de baixo consumo baseados na arquitetura K7 Thoroughbred com velocidades de processadores sem ventoinha de 667 MHz e 1 GHz, e processador de 1,4 GHz com ventoinha, de TDP 25 W. Essa tecnologia é usada em uma variedade de sistemas embarcados (caça-níqueis de cassino e quiosques de clientes, por exemplo), vários projetos UMPC em mercados asiáticos e o computador OLPC XO-1, um laptop barato destinado a ser distribuído para crianças em países em desenvolvimento ao redor do mundo. O processador Geode LX foi anunciado em 2005 e dizia-se que continuará disponível até 2015.
A AMD também introduziu processadores de 64 bits em sua linha de produtos embarcados, começando com o processador AMD Opteron. Aproveitando a alta taxa de transferência proporcionada pelo HyperTransport e pela Arquitetura Direct Connect, esses processadores de classe servidor têm sido direcionados a aplicações de telecomunicações e armazenamento de ponta. Em 2007, a AMD adicionou os processadores AMD Athlon, AMD Turion e Mobile AMD Sempron à sua linha de produtos embarcados. Aproveitando o mesmo conjunto de instruções de 64 bits e a Arquitetura Direct Connect do AMD Opteron, mas com níveis de potência mais baixos, esses processadores eram adequados para uma variedade de aplicações embarcadas tradicionais. Ao longo de 2007 e em 2008, a AMD continuou a adicionar processadores Mobile AMD Sempron e AMD Athlon de núcleo único e processadores dual-core AMD Athlon X2 e AMD Turion à sua linha de produtos embarcados e agora oferece soluções embarcadas de 64 bits começando com processadores Mobile AMD Sempron e AMD Athlon de 8 W TDP para designs sem ventoinha até sistemas multiprocessadores aproveitando processadores multi-core AMD Opteron todos suportando disponibilidade mais longa do que o padrão.
A aquisição da ATI em 2006 incluiu as linhas de produtos Imageon e Xilleon. No final de 2008, toda a divisão de dispositivos portáteis foi vendida para a Qualcomm, que desde então produziu a série Adreno. Também em 2008, a divisão Xilleon foi vendida para a Broadcom.
Em abril de 2007, a AMD anunciou o lançamento do chipset gráfico integrado M690T para projetos embarcados. Isso permitiu à AMD oferecer soluções completas de processador e chipset voltadas para aplicações embarcadas que exigem 3D e vídeo de alto desempenho, como sinalização digital emergente, quiosques e aplicações de ponto de venda. O M690T foi seguido pelo M690E, específico para aplicações embarcadas, que removeu a saída de TV, o que exigiu licenciamento Macrovision para OEMs, e habilitou suporte nativo para saídas TMDS duplas, possibilitando interfaces DVI duplas independentes.
Em janeiro de 2011, a AMD anunciou a Unidade de Processamento Acelerado AMD Embedded G-Series. Esta foi a primeira APU para aplicações embarcadas. Estas foram seguidas por atualizações em 2013 e 2016.
Em maio de 2012, a AMD anunciou a Unidade de Processamento Acelerado AMD Embedded R-Series. Esta família de produtos incorpora a arquitetura de CPU Bulldozer e gráficos Radeon HD 7000G Series de classe discreta. Isso foi seguido por uma versão de sistema em um chip (SoC) em 2015, que oferecia uma CPU e gráficos mais rápidos, com suporte para memória DDR4 SDRAM.

##### Gráficos integrados
A AMD constrói processadores gráficos para uso em sistemas embarcados. Eles podem ser encontrados em qualquer coisa, de cassinos a serviços de saúde, com uma grande parte dos produtos sendo usados em máquinas industriais. Esses produtos incluem um dispositivo completo de processamento gráfico em um módulo multichip compacto, incluindo RAM e GPU. A ATI começou a oferecer GPUs embarcadas com o E2400 em 2008. Desde então, a AMD lançou atualizações regulares para sua linha de GPU embarcada em 2009, 2011, 2015 e 2016; refletindo melhorias em sua tecnologia de GPU.

### Linhas de produtos atuais

#### Produtos de CPU e APU
Portfólio de CPUs e APUs da AMD em 2020
- Athlon – marca de CPUs (Excavator) e APUs (Ryzen) de nível básico
- A-series – APUs de desktop e laptop de classe Excavator
- G-series – APUs embarcadas de baixa potência da classe Excavator- e Jaguar
- Ryzen – marca de CPUs e APUs para consumidores
- Ryzen Threadripper – marca de CPUs prosumer/profissionais
- R-series – APUs embarcadas de alto desempenho da classe Excavator
- Epyc – marca de CPUs de servidor
- Opteron – marca de APUs de microservidor[257]

#### Produtos gráficos
Portfólio de processadores gráficos dedicados da AMD em 2017
- Radeon – marca para linha de placas de vídeo de consumo; o nome da marca se originou com a ATI.
  - Mobility Radeon oferece versões otimizadas de energia dos chips gráficos Radeon para uso em laptops.
- Radeon Pro – Marca de placas de vídeo para uso em Workstation. Sucessora da marca FirePro.
- Radeon Instinct – marca de produtos de aprendizado de máquina e GPGPU voltados para servidores e workstations

### Produtos da marca Radeon

#### RAM

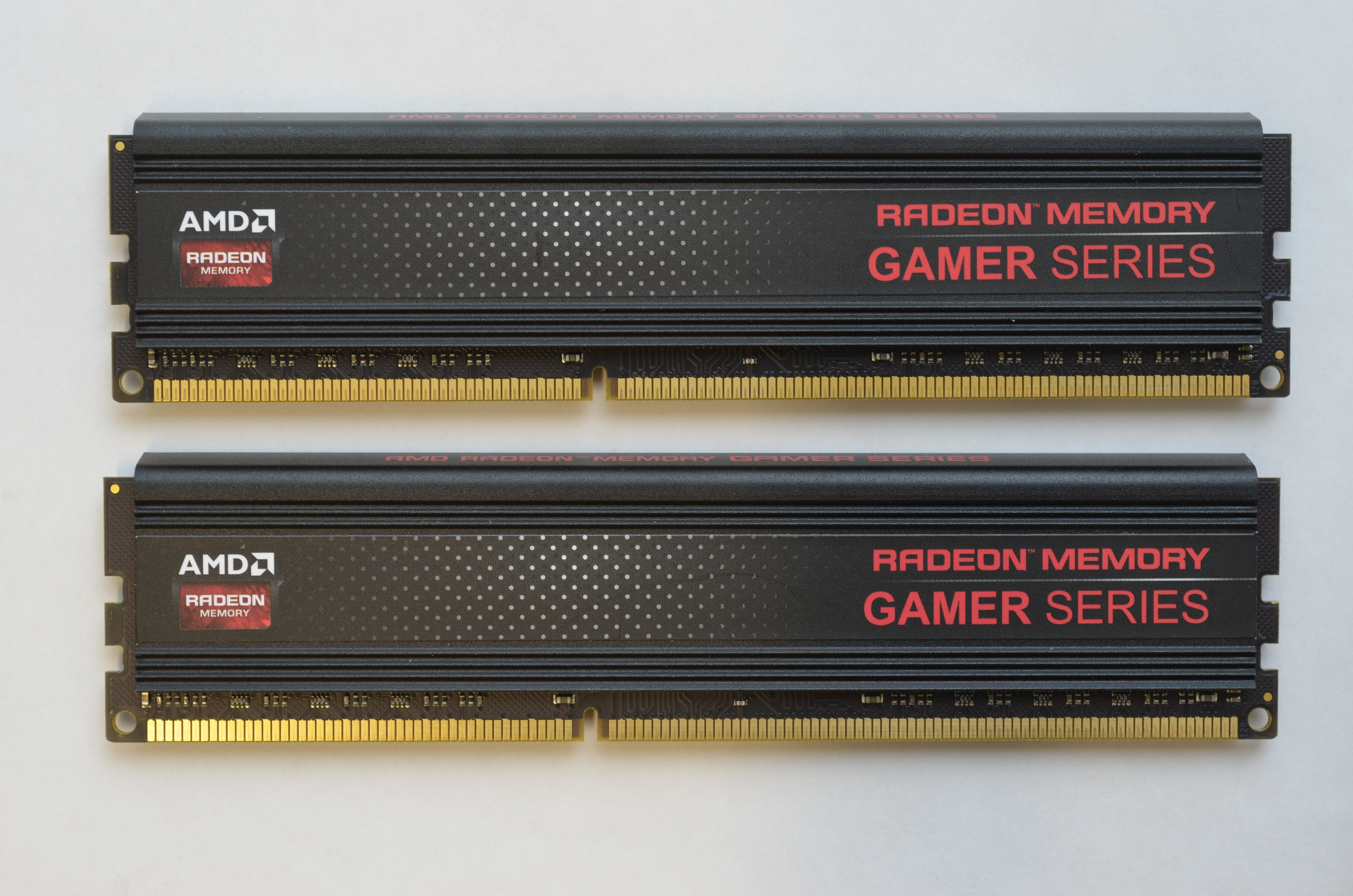
Memória AMD Radeon

Em 2011, a AMD começou a vender DDR3 SDRAM da marca Radeon para dar suporte às maiores necessidades de largura de banda das APUs da AMD. Embora a RAM seja vendida pela AMD, ela foi fabricada pela Patriot Memory e VisionTek. Isso foi seguido posteriormente por velocidades mais altas de memória DDR3 orientada para jogos em 2013. A memória DDR4 SDRAM da marca Radeon foi lançada em 2015, apesar de nenhuma CPU ou APU da AMD suportar DDR4 na época. A AMD observou em 2017 que esses produtos são "distribuídos principalmente na Europa Oriental" e que ela continua ativa no negócio.

#### Unidades de estado sólido
A AMD anunciou em 2014 que venderia unidades de estado sólido da marca Radeon fabricadas pela OCZ com capacidades de até 480 GB e usando a interface SATA.

## Tecnologias

### Hardware da CPU
A partir de 2017, as tecnologias encontradas em CPU/APU AMD e outros produtos incluem:
- HyperTransport – um barramento de sistema de alta largura de banda e baixa latência usado em produtos de CPU e APU da AMD
- Infinity Fabric – um derivado do HyperTransport usado como barramento de comunicação na microarquitetura Zen

### Hardware Graphics
A partir de 2017, as tecnologias encontradas nos produtos de GPU da AMD incluem:
- AMD Eyefinity – facilita a configuração multi-monitor de até 6 monitores por placa gráfica
- AMD FreeSync – sincronização de exibição baseada no padrão VESA Adaptive Sync
- AMD TrueAudio – aceleração de cálculos de áudio
- AMD XConnect – permite o uso de gabinetes de GPU externa através do Thunderbolt 3
- AMD CrossFire – tecnologia multi-GPU que permite o uso simultâneo de múltiplas GPUs
- Unified Video Decoder (UVD) – aceleração da descompressão de vídeo (decodificação)
- Video Coding Engine (VCE) – aceleração da compressão de vídeo (codificação)

### Software
A AMD fez esforços consideráveis para abrir suas ferramentas de software acima do nível de firmware na última década.
Para as menções a seguir, o software não expressamente declarado como livre pode ser considerado proprietário.

#### Distribuição
O AMD Radeon Software é o canal padrão para distribuição oficial de software da AMD. Ele inclui componentes de software gratuitos e proprietários e oferece suporte tanto para Microsoft Windows quanto para Linux.

#### CPU
- AOCC é um compilador C/C++ proprietário otimizador da AMD baseado em LLVM e disponível para Linux.[266]
- AMDuProf é o conjunto de ferramentas de perfil de desempenho e energia da CPU da AMD, disponível para Linux e Windows.[267]
- A AMD também participou ativamente do desenvolvimento do Coreboot, um projeto de código aberto que visa substituir o firmware proprietário do BIOS. Essa cooperação cessou em 2013, mas a AMD indicou recentemente[quando?] que está considerando liberar o código-fonte para que o Ryzen seja compatível com o Coreboot no futuro.[268]

#### GPU
O software público mais notável da AMD está no lado da GPU.
A AMD abriu suas pilhas gráficas e de computação:
- GPUOpen é a pilha gráfica da AMD, que inclui, por exemplo, FidelityFX Super Resolution.
- ROCm (plataforma Radeon Open Compute) é a pilha de computação da AMD para aprendizado de máquina e computação de alto desempenho, baseada nas tecnologias do compilador LLVM. No âmbito do projeto ROCm, AMDgpu é o driver de dispositivo de código aberto da AMD compatível com a GCN e arquiteturas subsequentes, disponível para Linux. Este último componente do driver é usado tanto pelas pilhas gráficas quanto pelas pilhas de computação.

#### Outro
- A AMD conduz pesquisas abertas sobre computação heterogênea.
- Outros softwares da AMD incluem a AMD Core Math Library, e softwares de código aberto, incluindo a AMD Performance Library.
- A AMD contribui para projetos de código aberto, incluindo o trabalho com a Sun Microsystems para aprimorar o OpenSolaris e Sun xVM na plataforma AMD.[269] A AMD também mantém sua própria distribuição do compilador Open64 e contribui com suas alterações para a comunidade.[270]
- Em 2008, a AMD lançou as especificações de programação de baixo nível para suas GPUs, e trabalha com a X.Org Foundation para desenvolver drivers para placas de vídeo AMD.[271][272]
- EExtensões para paralelismo de software (xSP), com o objetivo de acelerar programas para permitir processamento multithread e multi-core, foram anunciadas no Technology Analyst Day de 2007. Uma das iniciativas em discussão desde agosto de 2007 é o Light Weight Profiling (LWP), que fornece monitoramento interno de hardware com tempos de execução, para observar informações sobre processos em execução e auxiliar no redesenho de software para otimização com programas multi-core e até mesmo multi-thread. Outra é a extensão do conjunto de instruções Streaming SIMD Extension (SSE), o SSE5.
- Codenamed SIMFIRE – ferramenta de teste de interoperabilidade para a arquitetura aberta Desktop and Mobile Architecture for System Hardware (DASH).

## Produção e fabricação
Anteriormente, a AMD produzia seus chips em fundições de semicondutores de propriedade da empresa. A AMD seguiu uma estratégia de colaboração com outros fabricantes de semicondutores, IBM e Motorola, para co-desenvolver tecnologias de produção. O fundador da AMD, Jerry Sanders, chamou isso de estratégia do "Gorila Virtual" para competir com os investimentos significativamente maiores da Intel em fabricação.
Em 2008, a AMD desmembrou suas fundições de chips em uma empresa independente chamada GlobalFoundries. Essa separação da empresa foi atribuída aos custos crescentes de cada nó de processo. O Emirate of Abu Dhabi comprou a empresa recém-criada por meio de sua subsidiária Advanced Technology Investment Company (ATIC), comprando a participação final da AMD em 2009.
Com a cisão de suas fundições, a AMD se tornou uma fabricante de semicondutores fabless, projetando produtos para serem produzidos em fundições contratadas. Parte da cisão da GlobalFoundries incluiu um acordo com a AMD para produzir alguns produtos na GlobalFoundries. Tanto antes da cisão quanto depois, a AMD buscou a produção com outras fundições, incluindo TSMC e Samsung. Foi argumentado que isso reduziria o risco para a AMD ao diminuir a dependência de qualquer fundição que tenha causado problemas no passado.
Em 2018, a AMD começou a transferir a produção de suas CPUs e GPUs para a TSMC, após o anúncio da GlobalFoundries de que estava interrompendo o desenvolvimento de seu processo de 7 nm. A AMD revisou seu requisito de compra de wafer com a GlobalFoundries em 2019, permitindo que a AMD escolhesse livremente as fundições para nós de 7 nm e abaixo, enquanto mantinha os acordos de compra para 12 nm e acima até 2021.

## Assuntos corporativos

### Tendências de negócios
As principais tendências para a AMD são (a partir do ano fiscal que terminou no final de dezembro):
|      | Receita (US$ bilhões) | Lucro líquido (US$ milhões) | Ativos totais (US$ bilhões) | Funcionários |
| ---- | --------------------- | --------------------------- | --------------------------- | ------------ |
| 2017 | 5,3                   | 43                          | 3,5                         | 8 900        |
| 2018 | 6,4                   | 337                         | 4,5                         | 10 100       |
| 2019 | 6,7                   | 341                         | 6,0                         | 11 400       |
| 2020 | 9,7                   | 2 490                       | 8,9                         | 12 600       |
| 2021 | 16,4                  | 3 162                       | 12,4                        | 15 500       |
| 2022 | 23,6                  | 1 320                       | 67,5                        | 25 000       |
| 2023 | 22,6                  | 854                         | 67,8                        | 26 000       |

### Parcerias
A AMD utiliza parcerias estratégicas na indústria para promover os seus interesses comerciais e rivalizar com o domínio e os recursos da Intel:
- Uma parceria entre a AMD e a Alpha Processor Inc. desenvolveu o HyperTransport, um padrão de interconexão ponto a ponto que foi entregue a um órgão de padrões da indústria para finalização.[284] Agora é usado em placas-mãe modernas compatíveis com processadores AMD.
- A AMD também firmou uma parceria estratégica com a IBM, por meio da qual obteve tecnologia de fabricação de silício sobre isolante (SOI) e consultoria detalhada sobre a implementação de 90 nm. A AMD anunciou que a parceria se estenderia até 2011 para tecnologias relacionadas à fabricação de 32 nm e 22 nm.[285]
- Para facilitar a distribuição e as vendas de processadores, a AMD tem parcerias estreitas com empresas de usuários finais, como HP, Dell, Asus, Acer e Microsoft.[286]
- Em 1993, a AMD estabeleceu uma parceria 50-50 com a Fujitsu, chamada FASL, e se fundiu em uma nova empresa chamada FASL LLC em 2003. A joint venture abriu o capital sob o nome Spansion e o símbolo SPSN em dezembro de 2005, com as ações da AMD caindo 37%. A AMD não participa mais diretamente do mercado de dispositivos de memória Flash, pois firmou um acordo de não concorrência em 21 de dezembro de 2005 com a Fujitsu e a Spansion, segundo o qual concordou em não se envolver direta ou indiretamente em um negócio que fabrique ou forneça dispositivos semicondutores autônomos (incluindo dispositivos de chip único, múltiplos chips ou de sistema) contendo apenas memória Flash.[carece de fontes?]
- Em 18 de maio de 2006, a Dell anunciou que lançaria novos servidores baseados nos chips Opteron da AMD até o final do ano, encerrando assim um relacionamento exclusivo com a Intel.[287] Em setembro de 2006, a Dell começou a oferecer chips AMD Athlon X2 em sua linha de desktops.
- Em junho de 2011, a HP anunciou novos notebooks empresariais e de consumo equipados com as versões mais recentes das APUs da AMD – unidades de processamento acelerado. A AMD também equipará os notebooks empresariais da HP baseados em processadores Intel.[288]
- Na primavera de 2013, a AMD anunciou que estaria equipando todos os três principais consoles de próxima geração.[289] O Xbox One e o Sony PlayStation 4 são ambos equipados com uma APU AMD personalizada, e o Nintendo Wii U é equipado com uma GPU AMD.[290] De acordo com a AMD, ter seus processadores em todos os três consoles ajudará muito os desenvolvedores no desenvolvimento multiplataforma para consoles e PCs concorrentes e aumentará o suporte para seus produtos em geral.[291]
- A AMD firmou um acordo com a Hindustan Semiconductor Manufacturing Corporation (HSMC) para a produção de produtos AMD na Índia.[292]
- A AMD é um membro fundador da HSA Foundation, que visa facilitar o uso de uma Heterogeneous System Architecture. Uma Arquitetura de Sistema Heterogênea visa usar unidades centrais de processamento e processadores gráficos para completar tarefas computacionais.[293]
- A AMD anunciou em 2016 que estava criando uma joint venture para produzir chips de servidor x86 para o mercado chinês.[294]
- Em 7 de maio de 2019, foi relatado que o Departamento de Energia dos EUA, o Laboratório Nacional de Oak Ridge e a Cray Inc. estão trabalhando em colaboração com a AMD para desenvolver o supercomputador exascale Frontier. Equipado com CPUs AMD EPYC e GPUs Radeon, o supercomputador deverá produzir mais de 1,5 exaflops (precisão dupla de pico) em desempenho computacional. Sua estreia está prevista para 2021.[295]
- Em 5 de março de 2020, foi anunciado que o Departamento de Energia dos EUA, o Laboratório Nacional Lawrence Livermore e a HPE estão trabalhando em colaboração com a AMD para desenvolver o supercomputador exascale El Capitan. Equipado com CPUs AMD EPYC e GPUs Radeon, o supercomputador deverá produzir mais de 2 exaflops (precisão dupla de pico) em desempenho computacional. Sua estreia está prevista para 2023.[296]
- No verão de 2020, foi relatado que a AMD estaria alimentando as ofertas de console de próxima geração da Microsoft e da Sony.[297]
- Em 8 de novembro de 2021, a AMD anunciou uma parceria com a Meta para fabricar os chips usados no Metaverso.[298]
- Em janeiro de 2022, a AMD firmou uma parceria com a Samsung para desenvolver um processador móvel a ser usado em produtos futuros. O processador foi denominado Exynos 2022 e funciona com a arquitetura AMD RDNA 2.[299]

### Litígio com a Intel

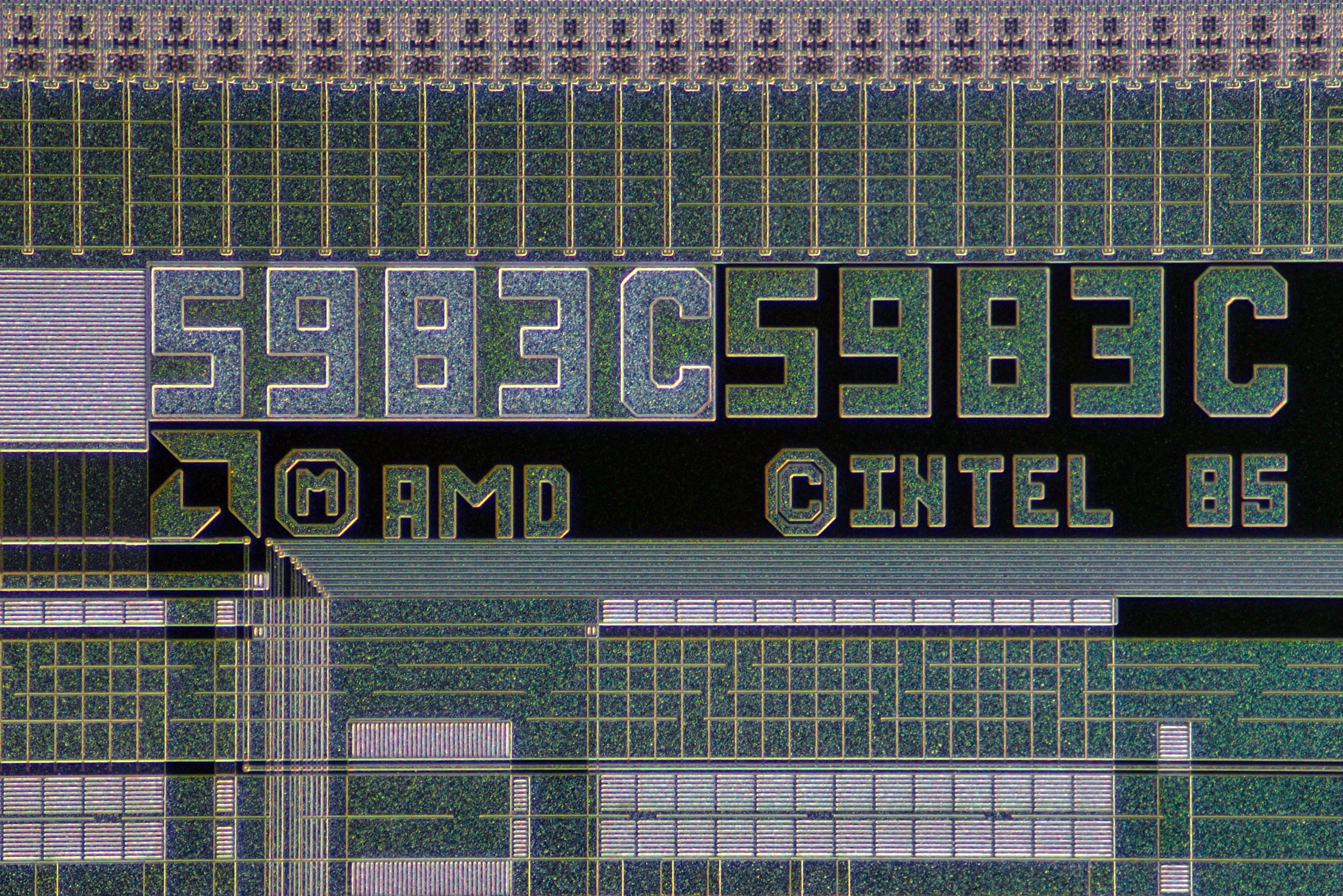
Processador AMD com direitos autorais da Intel

A AMD tem um longo histórico de litígios com o antigo (e atual) parceiro e criador do x86, a Intel.
- Em 1986, a Intel rompeu um acordo com a AMD que lhe permitia produzir os microchips da Intel para a IBM; a AMD entrou com um pedido de arbitragem em 1987 e o árbitro decidiu a favor da AMD em 1992. A Intel contestou a decisão, e o caso foi parar na Suprema Corte da Califórnia. Em 1994, o tribunal confirmou a decisão do árbitro e concedeu indenização por quebra de contrato.
- Em 1990, a Intel entrou com uma ação por violação de direitos autorais alegando uso ilegal de seu microcódigo 287. O caso terminou em 1994 com uma decisão do júri a favor da AMD e seu direito de usar o microcódigo da Intel em seus microprocessadores até a geração 486.
- Em 1997, a Intel entrou com uma ação judicial contra a AMD e a Cyrix Corp. pelo uso indevido do termo MMX. A AMD e a Intel fizeram um acordo, com a AMD reconhecendo MMX como uma marca registrada de propriedade da Intel, e com a Intel concedendo à AMD direitos de comercializar o processador AMD K6 MMX.
- Em 2005, após uma investigação, a Comissão Federal de Comércio do Japão considerou a Intel culpada de uma série de violações. Em 27 de junho de 2005, a AMD venceu uma ação antitruste contra a Intel no Japão e, no mesmo dia, a AMD entrou com uma ampla queixa antitruste contra a Intel no Tribunal Distrital Federal dos EUA em Delaware. A queixa alega o uso sistemático de descontos secretos, descontos especiais, ameaças e outros meios usados pela Intel para bloquear os processadores AMD do mercado global. Desde o início desta ação, o tribunal emitiu intimações para grandes fabricantes de computadores, incluindo Acer, Dell, Lenovo, HP e Toshiba.
- Em Novembro de 2009, a Intel concordou em pagar à AMD 1,25 mil milhões de dólares e renovar um acordo de licenciamento cruzado de patentes com a duração de cinco anos, como parte de um acordo para resolver todos os litígios legais pendentes entre elas.[carece de fontes?]

### Conquista do Recorde Mundial do Guinness
- Em 31 de agosto de 2011, em Austin, Texas, a AMD atingiu um recorde mundial do Guinness para a "Maior frequência de um processador de computador" ("Highest frequency of a computer processor"): 8 429 GHz.[303] A empresa executou um processador FX-8150 de 8 núcleos com apenas um módulo ativo (dois núcleos) e resfriado com hélio líquido.[304] O recorde anterior era de 8 308 GHz, com um Intel Celeron 352 (um núcleo).
- Em 1º de novembro de 2011, o geek.com relatou que Andre Yang, um overclocker de Taiwan, usou um FX-8150 para estabelecer outro recorde: 8 461 GHz.[305]
- Em 19 de novembro de 2012, Andre Yang usou um FX-8350 para estabelecer outro recorde: 8 794 GHz.[306]

### Aquisições, fusões e investimentos
| Data                    | Empresa               | Integração ou divisão                                                         | Preço                           |
| ----------------------- | --------------------- | ----------------------------------------------------------------------------- | ------------------------------- |
| 16 de janeiro de 1996   | NexGen                | AMD K6                                                                        | US$ 857 milhões em ações da AMD |
| 6 de fevereiro de 2002  | Alchemy Semiconductor | Processadores (CPUs embarcadas)                                               | Não divulgado                   |
| 6 de agosto de 2003     | Coatue                | Memória (memória baseada em polímero não volátil)                             | Não divulgado                   |
| 24 de julho de 2006     | ATI Technologies      | Software gráfico e 3D (GPUs Radeon)                                           | US$ 5,4 bilhões                 |
| 29 de fevereiro de 2012 | SeaMicro              | Plataforma de data center                                                     | S$ 334 milhões                  |
| 29 de junho de 2016     | HiAlgo                | Gaming experience (Radeon Chill, Radeon Boost e Radeon Swift)                 | Não divulgado                   |
| 10 de abril de 2017     | Nitero                | 6 GHz wireless IP (headset AR e VR)                                           | Não divulgado                   |
| 27 de outubro de 2020   | Xilinx                | Chips personalizados (FPGA, adaptive SoCs, system on modules, IA accelerator) | US$ 49 bilhões                  |
| 4 de abril de 2022      | Pensando              | Data center, soluções em nuvem e DPUs                                         | US$ 1,9 bilhão                  |
| 29 de agosto de 2023    | Mipsology             | Software de inferência de IA                                                  | Não divulgado                   |
| 10 de outubro de 2023   | Nod.ai                | Software de IA de código aberto                                               | Não divulgado                   |
| 10 de julho de 2024     | Silo AI               | Software de IA                                                                | US$ 665 milhões                 |
| 19 de agosto de 2024    | ZT Systems            | Hardware de data center                                                       | US$ 4,9 bilhões                 |

### Responsabilidade corporativa
- No seu relatório de 2022, a AMD declarou que pretendia incorporar a sustentabilidade ambiental em todos os seus negócios, promover locais de trabalho seguros e responsáveis na sua cadeia de abastecimento global e promover comunidades mais fortes.[321]
- Em 2022, a AMD alcançou uma redução de 19 por cento nas suas emissões de GEE de Escopo 1 e 2 em comparação com 2020. Com base em cálculos da AMD verificados por terceiros (garantia de nível limitado).[322]

### Outras iniciativas
- The Green Grid,[323] fundada pela AMD juntamente com outros fundadores, como IBM, Sun e Microsoft, para buscar menor consumo de energia para redes.

## Patrocínios
O patrocínio da AMD às corridas de Fórmula 1 começou em 2002 e, desde 2020, patrocina a equipe Mercedes-AMG Petronas. A AMD também foi patrocinadora das equipes de Fórmula 1 BMW Sauber e Scuderia Ferrari, juntamente com Intel, Vodafone, AT&T, Pernod Ricard e Diageo. Em 18 de abril de 2018, a AMD iniciou um patrocínio plurianual com a Scuderia Ferrari. Em fevereiro de 2020, pouco antes do início da temporada de corridas de 2020, a equipe de Fórmula 1 da Mercedes anunciou que estava adicionando a AMD ao seu portfólio de patrocínio.
A AMD iniciou um acordo de patrocínio com a Victory Five (V5) para a League of Legends Pro League (LPL) em 2022. A AMD foi patrocinadora do Dota Pro Circuit chinês junto com a Perfect World.
Em fevereiro de 2024, a AMD foi patrocinadora Diamante do Festival Mundial de Inteligência Artificial de Cannes (WAICF).
A AMD foi patrocinadora Platinum do HPE Discover 2024, um evento organizado pela Hewlett Packard Enterprise para apresentar tecnologia para clientes governamentais e empresariais. O evento foi realizado de 17 a 20 de junho de 2024 em Las Vegas.